# متیل‌سولفونیل‌متان
متیل‌سولفونیل‌متان (به انگلیسی: Methylsulfonylmethane) یا ام اس ام (MSM) با فرمول شیمیایی C۲H۶O۲S یک ترکیب شیمیایی با شناسه پاب‌کم ۶۲۱۳ است؛ که جرم مولی آن 94.13 g/mol می‌باشد. شکل ظاهری این ترکیب، جامد بلوری سفید است.
محلول آبی متیل سولفونیل متان (MSM)، الکترولیت نیست، یعنی در آب حل می‌شود ولی یکپارچگی مولکولی خود را نگه می‌دارد و به صورت یون‌های مثبت و منفی از هم جدا نمی‌شود.

## ام‌اس‌ام به عنوان مکمل غذایی
ام اس ام (متیل‌سولفونیل‌متان MSM) یک ترکیب ارگانیک می‌باشد که به‌طور طبیعی در بافت‌های گیاهان و جانوران زنده یافت می‌گردد.
به عنوان یک ماده ضد تورم در کاهش اسپاسم‌های عضلانی و درد شرکت می‌کند. ام.اس. ام همراه ویتامین ث می‌تواند در تشکیل کلاژن بافتی نقش اساسی را ایفا نماید و باعث افزایش نفوذپذیری سلول‌ها نسبت به مواد غذایی و مایعات می‌گردد. همچنین باعث افزایش جذب گلوکزامین و در نتیجه تسریع در ترمیم بافت‌ها و مفاصل تخریب شده می‌شود. ام.اس. ام همراه ویتامین ث نیز می‌تواند در تنظیم انسولین نقش مهمی را ایفا نماید. علاوه بر این ام.اس. ام به تنهایی یکی از عوامل سم زدایی در بدن بوده و در دفع جیوه سهم بسزایی ایفا می‌نماید.
ام‌اس‌ام ترکیبی گوگردی و ارگانیک است که به‌طور طبیعی در بافت‌های تمام گیاهان و جانوران زنده یافتی می‌شود. عنصر گوگرد در تشکیل کلاژن که از اجزای مهم غضروف و استخوان نقش مهمی دارد و باعث کاهش درد و التهاب و حفظ تندرستی استخوان‌ها، مفاصل و تاندون‌ها می‌گردد. عوارض این مکمل‌ها بیشتر به صورت ظهور واکنش‌های حساسیتی در افراد است که با بروز این علائم مصرف آنها باید قطع گردد.
ام‌اس‌ام با توجه به اثر آنتی‌اکسیدانی که دارد موجب ساخته شدن کلاژن در غضروف‌ها می‌شود. تأمین کننده گوگرد در بدن است و موجب کاهش التهاب در غضروف‌ها می‌شود. تورم را در مفاصل کاهش داده و موجب خون رسانی به عضلات می‌شود.
ام‌اس‌ام به عنوان کاهنده التهاب و تسکین دهنده درد به ویژه در آرتریت نقش به سزایی دارد. تنظیم سیستم ایمنی به ویژه در بیماری‌های خود ایمنی نظیر آرتریت روماتوئید و ترمیم عضله از دیگر اثرات مهم MSM به‌شمار می‌رود.
کاربرد دیگر ام اس ام در سلامت، خاصیت دیتاکس یا سم‌زدایی آن است.